# Christiana Solomou
Christiana Solomou (nowogrec. Χριστιανα Σολωμου; ur. 10 czerwca 1993) – cypryjska piłkarka grająca na pozycji pomocniczki lub skrzydłowej, reprezentantka kraju. Jak dotąd (2021) grała w takich zespołach jak Pafia FC, Apollon Ladies, Barcelona FA Pyrgos Limassol, Central Connecticut State University czy Sparta Praga.

## Mecze w reprezentacji Cypru
Na podstawie materiału źródłowego:
| Lp | Data                 | Miejsce rozegrania meczu | Przeciwnik | Wynik | Źródłó |
| -- | -------------------- | ------------------------ | ---------- | ----- | ------ |
| 1. | 7 listopada 2019     | Helsinki                 | Finlandia  | 0–4   | [ 12 ] |
| 2. | 11 marca 2020        | Larnaka                  | Albania    | 0–2   | [ 13 ] |
| 3. | 23 października 2020 | Larnaka                  | Portugalia | 0–3   | [ 14 ] |
| 4. | 27 października 2020 | Estoril                  | Portugalia | 0–1   | [ 15 ] |
| 5. | 27 listopada 2020    | Szkodra                  | Albania    | 0–4   | [ 16 ] |
| 6. | 19 lutego 2021       | Larnaka                  | Szkocja    | 0–10  | [ 17 ] |
| 7. | 23 lutego 2021       | Larnaka                  | Finlandia  | 0–5   | [ 18 ] |

Serwis Global Sports Archive do listy spotkań Christiany Solomou wlicza też przegrane 0–8 spotkanie ze Szkocją z 30 sierpnia 2019, mimo że zawodniczka cały mecz spędziła na ławce rezerwowych.